# 苦瀬博仁
苦瀬 博仁（くせ ひろひと、1951年3月 - ）は、日本の経済学者。東京都出身。専攻はロジスティクス論（都市内物流論、物流施設論）。2014年4月より流通経済大学流通情報学部教授。

## 経歴
- 1969年:早稲田大学高等学院卒業
- 1973年:早稲田大学理工学部土木工学科卒業
- 1975年:早稲田大学大学院理工学研究科修士課程修了
- 1981年:早稲田大学大学院理工学研究科博士課程修了、工学博士
- 1981年:日本国土開発株式会社入社 同社 技術開発部研究員
- 1986年:東京商船大学商船学部助教授
- 1994年:フィリピン大学工学部客員教授
- 1994年:東京商船大学商船学部教授
- 2004年:東京商船大学評議員(2006年まで)
- 2006年:東京海洋大学海洋学部流通情報工学科学科長(2008年まで)
- 2009年:東京海洋大学副学長、理事(2012年まで)
- 2012年:東京海洋大学大学院海洋科学技術研究科教授
- 2014年:流通経済大学流通情報学部教授

## 著書
【単著(学術書)】
- 『付加価値創造のロジスティクス』（1997年、税務経理協会）ISBN 4-419-03186-7
- 『病院のロジスティクス-物流の効率化と患者サービスの向上-』（2009年、白桃書房）ISBN 978-4-561-74178-7

【単著(一般書)】
- 『マニラ・エンジョイ・トラブル』（1997年、論創社）ISBN 4-8460-0093-1

【共著】
- 『都市の物流マネジメント』（2006年、勁草書房）ISBN 4-326-54812-6
- 『明日の都市交通政策』（2003年、成文堂）ISBN 978-4-7923-4212-8

ほか多数
【監修】
- 『ビジネス・キャリア検定試験標準テキスト - ロジスティクス管理2級』（2007年、社会保険研究所）ISBN 978-4-7894-9410-6
- 『ビジネス・キャリア検定試験標準テキスト - ロジスティクス管理3級]』（2007年、社会保険研究所）ISBN 978-4-7894-9400-7

ほか多数
【論文】
- 『世界125ヶ国を対象とした国際競争力と国際物流効率性の相互関係に関する分析』（2012年、「日本物流学会誌」(日本物流学会)）
- 『病院のロジスティクスとBCP』（2012年、「病院」(医学書院)）
- 『積み合せ場所の位置の違いに基づく共同配送の効果の空間的分析』（2007年、「計画行政」(日本計画行政学会)）
- 『物流システム構築の視点からみた江戸期における廻船航路開発後の廻船の海難処理制度に関する研究』（2003年、「日本航海学会論文集」(日本航海学会)）
- 『都市内物流のための社会資本整備のあり方と基本的な対策』(2000年、「輸送展望」（日通総合研究所)）
- 『物資流動調査にもとづく物流施設の整備効果に関するシミュレーション分析』（1996年、「国際交通安全学会誌」(国際交通安全学会)）
- 『流通経路から見た都市内物流の品目別特性分析』（1994年、「日本都市計画学会論文集」(日本都市計画学会)）

ほか多数。

## 公的な職務(過去のものを含む)
- 日本物流学会 会長
- 乾汽船 社外取締役
- 産業構造審議会流通部会 委員(経済産業省)
- ASEAN物流政策アドバイザー(東南アジア諸国連合)
- 東京都港湾審議会 委員(東京都)

ほか多数